# ジョンジュルジャブ
ジョンジュルジャブ（漢字：正珠爾扎布、1906年 - 1967年11月）は、満州国軍の軍人。モンゴル人。第二次満蒙独立運動で戦死したバボージャブの三男で、日本で教育を受けたのち軍人となる。1945年8月のソ連参戦後、ハイラル市郊外で叛乱を起こし日系軍官を多数殺害した。最終階級は陸軍少将。日本名は“川島成信”、“田中正”。ジョンジュルジャップとも。

## 経歴
1906年、遼寧省彰武県大冷営子に生まれる。父親のバボージャブ（巴布扎布）は彰武県の巡警局長を務めていたが、1912年に一家を連れてボグド・ハーン政権下のモンゴルのフレー（現・ウランバートル）へ渡り、1916年の第二次満蒙独立運動で挙兵して戦死した。父親の死後、川島浪速によって一家と共に旅順へ送られ、日本第二高等小学校で勉強した。1922年4月、日本へ渡り東京府立第六中学校（現東京都立新宿高等学校）に入学した。ジョンジュルジャブは中学では「川島成信」と名乗った。この当時、日本ではバボージャブの名声が高まっており、ジョンジュルジャブはその子息として持てはやされ、多くの日本軍将校や右翼的人物らと知り合った。1925年、陸軍士官学校砲兵科に入学し、士官候補生となって野砲兵第1連隊に配属された。1926年10月、本科へ入り中華隊第19期で学んだ。
1928年、士官学校を卒業したジョンジュルジャブは南満州鉄道に入社し、鄭家屯事務所の職員として日本名「田中正（たなか ただし）」を名乗って働くことになった。ジョンジュルジャブは通訳や事務の仕事の合間にモンゴルの資料や文献を読み、内モンゴルの王公や著名人と親交を深めた。1931年9月に満州事変が勃発すると、兄のカンジュルジャブ（甘珠爾扎布）と蒙古青年・知識人らを集めて蒙古独立軍を組織した。ジョンジュルジャブは連絡処長を務め、関東軍との折衝を担当した。満州国成立後、ジョンジュルジャブは警察官教育を受け、公安局警務科に務めた。のち蒙政部事務官を務め、蒙政部の蒙古総督制への昇格を計画したが成功しなかった。1935年には満州里会議に参加、通訳と連絡を担当した。
1937年6月、治安部の警務司検閲科係長になったジョンジュルジャブは、旧知である治安部顧問野田又雄大尉と再会した。野田は軍人になるよう奨め、ジョンジュルジャブは上校（大佐）の階級と兄の昇進を条件とした。1937年11月1日、ジョンジュルジャブは騎兵上校に任命された。治安部で2か月ほど軍の状況を勉強し、1938年1月、興安軍管区の参謀処長に任命された。38年10月、中央陸軍訓練処第2専科に入り、途中ノモンハン事件で中断するが、翌年11月に専科を卒業した。しかしその頃には日本の時局が緊迫化し陸軍大学校へ進むことはできなかった。
1939年、ノモンハン事件が発生し、ジョンジュルジャブはその戦闘での活躍が評価され武功章を与えられた。しかし、戦場で興安軍が壊滅敗走するのを見てモンゴル兵に失望したジョンジュルジャブは、顧問部に対して徴兵制の実施や既成将校の淘汰などを提案した。11月に専科を卒業すると、興安師（のち第2師）の歩兵団長に任命された。1940年4月に実施された第9軍管区第2師の特命検閲では統制官をつとめ、同年、満州国に国兵法が施行されると徴兵官となった。
1943年3月、第10軍管区参謀長少将に任命された。太平洋戦争が激しくなってきたころには、長兄のノウナイジャブ（濃乃扎布）がモンゴル人民共和国で対満工作を行なっているという情報が第10軍管区に入ってきている。ジョンジュルジャブと周囲の一部日系軍官との折り合いは次第に悪くなり、1944年4月には日系軍官との口論から辞職騒動にまで発展した。
1945年8月9日、ソ連の参戦に対し、第10軍管区（駐ハイラル）は興安嶺でソ連軍の侵攻を阻止するよう命令を受けた。8月10日、経由地点のシネヘン（錫尼河）に到着すると、ジョンジュルジャブは日系軍官を殺害してソ連軍へ投降することを決意し、計画を部下のモンゴル系軍官たちに伝えた。8月11日午前10時頃、各隊で一斉に蜂起が起こり、日系軍官は次々に殺害された（29名）。ジョンジュルジャブと第10軍管区約2,000名は、8月13日にソ連軍に投降した。
その後、ジョンジュルジャブはハバロフスクの収容所へ収監され、1950年8月に撫順戦犯管理所に移された。中共が強制する思想改造を受けた後、1960年11月28日の第2回特赦で釈放されハイラルの国営営林場で労働者となった。1963年から65年の間にかけてハイラル市は冬になるとジョンジュルジャブに手記を書かせていた（『わが半生の思い出』、『父・巴布扎布のこと』など）。1966年、文化大革命が始まるとジョンジュルジャブは反省室に隔離された。1967年11月中旬のある夜、ジョンジュルジャブは営林場の菜園にある樹で首を吊って自殺した。

## 人物

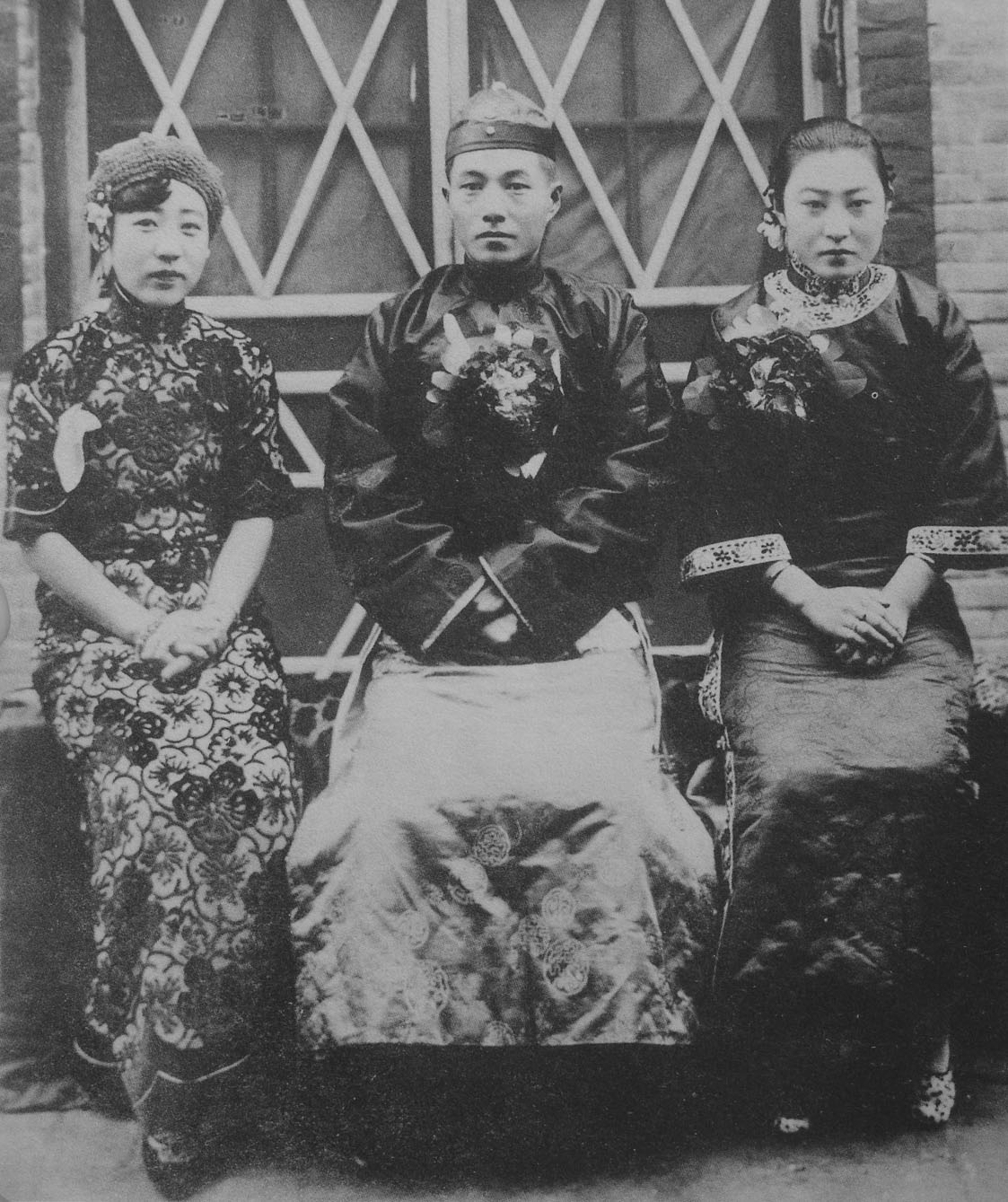
川島芳子（左）とジョンジュルジャブ（中央）、米山蓮江（右）。（1933年）

ジョンジュルジャブは、身長174センチメートルほどで肌は浅黒く細身でスポーツマン型の体躯であった。日本で教育を受けていたため、モンゴル語と日本語に堪能で中国語もモンゴル訛りはあるが流暢に話すことができたものの、簡体字やモンゴル文字は書けなかった。企画力に優れ、行動は積極果敢、気性は激しかった。
1932年、四平街の料亭で芸者をしていた日本人女性・米山蓮江（岐阜県出身）と結婚する。しかし1年後の1933年11月、蓮江は脚気による心臓麻痺で死亡。1935年末、ジョンジュルジャブは日本女性との再婚を勧められ東京を訪れた。そして東京の大手百貨店で働く女性と見合いをしたが、女性は江戸時代からの被差別身分であると周囲から反対され失敗した。1937年、鉄嶺の漢人女性と結婚した（1945年にソ連軍の空襲で死亡）。
1936年にスパイ容疑で処刑された興安北省長凌陞の長男・セブジンタイ（色布精泰）は、ジョンジュルジャブの妹・孟恵栄（もうけいえい）と結婚していたため義理の兄弟にあたる。凌陞事件に不満を持っていたジョンジュルジャブは、上校任命の宴席で関東軍参謀長東條英機に事件の真相を尋ねたが、東條は言葉を濁して答えようとしなかった。
野田又雄はかつて東京の大道義塾でともに寄宿していたことがあり、兄ノウナイジャブの親友であった。野田がジョンジュルジャブに軍人になるよう勧めたとき、当初ジョンジュルジャブは少将の階級を条件に出したが、これは漢人側や日本人顧問から反対されてできなかった。そこで上校の階級で我慢する代わりに、給料を少し高くすることと、兄のカンジュルジャブを少将にするということを条件に軍人となった。
1944年4月、ジョンジュルジャブの家を訪れた日本人の高級参謀と高級副官が酒席のうえで、日本人将校への口出しを差し控えて欲しいと述べたところ、ジョンジュルジャブは激怒して2人を追い出し辞職願を書いた。顧問の田古里直中佐は再三説得してジョンジュルジャブの辞職を思い止まらせたが、騒動からまもなく田古里は脳溢血で死亡した。野田（1940年、ノモンハンでの負傷がもとで病死）や田古里のような理解者がいなくなったことで、ジョンジュルジャブと彼の振る舞いを快く思わない一部日系軍官との対立は深まっていった。
シネヘイでの叛乱の動機については、凌陞事件に対する日系への恨みと推測されることもあるが、
ジョンジュルジャブの手記によれば、太平洋戦争で敗退を続ける日本の敗戦を予期してソ連が満州へ侵攻したときに投降しようと覚悟しており、この考えは当時のモンゴル人全体の考えであった。日系軍官の殺害については、投降の計画が漏れ、一人でも日本人が逃げて報告されればハイラル市のモンゴル人が虐殺されると恐れたためであった。